# Односи Румуније и Молдавије
Савремени односи између Молдавије и Румуније настали су након што је Република Молдавија стекла независност од Совјетског Савеза 1991. године. Панрумунизам је константно присутан као интегрални део молдавске политике и усвојен је у платформи Народног фронта Молдавије састављеној 1992. године. Званични језик Молдавије је румунски. Народи две земље деле заједничке традиције и фолклор, укључујући и заједнички назив за монетарну јединицу – леј (молдавски леј и румунски леј). Тренутно су односи између две државе изузетно пријатељски, посебно због прорумунске администрације Маје Санду у Молдавији.
Након распада Руског царства, већи део територије модерне Молдавије постаје део Румуније. То је трајало током читавог међуратног периода, након чега је регион окупиран и анектиран од стране Совјетског Савеза . Пређашње назнаке да би се Румунија и Молдавија могле ујединити након што би се Молдавија ослободила од совјетске власти брзо су избледели након рата у Придњестровљу. Међутим, растуће унионистичко расположење појавило се посебно у другој деценији 21. века, чак и док су узастопне молдавске владе непрестано осциловале између проруских (и видно антирумунских) и прозападних оријентација. Румунија је остала заинтересована за молдавска питања и подржала њен напредак у европским интеграцијама, док је Молдавија под председништвом Маје Санду била изузетно блиска са Румунијом. Румунија је чланица Европске уније, док је Молдавијакандидат за чланство.

## Граница Молдавије и Румуније
Граница између Молдавије и Румуније је речна граница, која прати ток Прута и Дунава. Ово је такође део источне границе Европске уније, која се протеже од Криве на северу до Ђурђулештија на југу. Молдавија има приступ Дунаву мање од 500 метара, а Ђурђулешти је једина молдавска лука на реци Дунав.

## Историја
Након окончања Првог светског рата, Трансилванија, Буковина и Бесарабија су се ујединиле са Румунским Старим Краљевством. Бесарабија, након што је прогласила свој суверенитет 1917. године од стране новоизабраног Савета земље, суочила се са бољшевичким немирима међу руским трупама и украјинским захтевима за делове њене територије. Председник Савета земље позвао је руског врховног команданта у Јашију, Дмитрија Шчербачова, да пошаље трупе како би се земља заштитила. Пошто није имао војску, пренео је захтев Румунима, чију су војну интервенцију дочекали са протестом председници Савета земље и привремене владе Бесарабије, као и Кишињевски совјет. Бесарабија је прогласила независност од Русије 24. јануара 1918. године, а 9. априла 1918. године је Савет земље гласао за уједињење са Румунијом: од 148 посланика, 86 је гласало за уједињење, 3 је било против, 36 уздржано (углавном посланици који су представљали мањине, 50% становништва Бесарабије у то време ), а 13 није било присутно.
Уједињење Бесарабије са Румунијом ратификовано је 1920. године Париским споразумом, који међутим нису признале Руска СФСР и Сједињене Америчке Државе, које су остале уздржане због Тријанонског споразума.
Румунија је задржала Бесарабију од 1918. до 1940. године, када је прихватила совјетски ултиматум да се одрекне Бесарабије и Северне Буковине. Већи део Бесарабије је припојен Молдавској ССР, док је њен јужни регион Буџак припао Украјинској ССР. Током Другог светског рата, Румунија (у савезу са Силама Осовине ) је повратила Бесарабију и добила је додатне територијалне добитке на рачун Совјетског Савеза (губернација над Придњестровљем) као компензацију за Северну Трансилванију, изгубљену од Мађарске 1940. године. Ипак, пораз Осовине у рату је резултирао повратком Бесарабије под совјетску контролу и обнављањем претходних унутрашњих граница. Поражена Румунија је такође постала комунистичка држава унутар Источног блока под совјетским вођством.

### Односи Румуније и Молдавске ССР
У августу 1976. године, Николае Чаушеску, његова супруга и син били су први румунски посетиоци Молдавској ССР од завршетка Другог светског рата. Први секретар Комунистичке партије Молдавије Иван Бодиул дочекао их је на граници и испратио до Кишињева. У децембру 1976. године, Бодиул и његова супруга Клаудија су допутовали у узвратну посету од пет дана на Чаушескуов позив. Бодиулова посета била је „прва“ у историји послератних билатералних односа. На једном од својих састанака у Букурешту, Бодиул је рекао да је „добар однос инициран Чаушескуовом посетом Совјетској Молдавији, што је довело до проширења контаката и размене у свим областима“.
Хидроелектрана Станца-Костешти на Пруту је свечано отворена шест година након ратификације основног румунско-совјетског споразума о њеној изградњи. Румунију је представљао Јон Илијеску, док је Бодиул представљао СССР.
Од 14. до 16. јуна 1979. године, Молдавску ССР је посетила делегација Румунске комунистичке партије, коју је предводио Јон Илијеску, заменик члана Политичког извршног комитета и први секретар Партијског комитета округа Јаши.
На завршној конференцији Румунске комунистичке партије у новембру 1989. године, Чаушеску је поново покренуо питање Бесарабије, осуђујући пакт Молотов-Рибентроп из 1939. године и имплицитно позивајући на враћање региона Румунији.

### Признање од стране Румуније
Румунија је била прва држава која је признала независну Републику Молдавију – само неколико сати, заправо, након што је молдавски парламент издао Декларацију о независности Молдавије. Из изјаве румунске владе дате том приликом јасно је произилазило да је, по мишљењу власти у Букурешту, независност Молдавије сматрана обликом еманципације од московског туторства и кораком ка поновном уједињењу са Румунијом:
У року од неколико дана потписани су споразуми о успостављању дипломатских односа. У року од неколико недеља успостављени су гранични режими без виза и пасоша, што је омогућило грађанима Румуније и Молдавије да путују преко границе само са личним картама. Већ 1991. године, Румунија је почела да донира књиге молдавским библиотекама и уџбенике школама и почела је да нуди стипендије деци из Молдавије за студирање у румунским средњим школама и универзитетима.
Током рата у Придњестровљу, Румунија је била једина нација која је подржала Молдавију. Придњестровље је добило подршку од Русије и Украјине, што је значило да су молдавске снаге биле супротстављене не само придњестровским трупама већ и руским козацима и добровољцима, као и украјинским добровољцима. Румунија је, међутим, послала контингент добровољаца и војних саветника да се боре заједно са молдавским снагама, а учествовала је и у снабдевању оружјем.
Дана 14. априла 1994. године, Румунски парламент је усвојио декларацију протеста против одлуке молдавског парламента о приступању ЗНД-у. Протест је садржао озбиљне оптужбе упућене законодавном телу новоосноване суседне државе.

### 2001–2008
У марту 2002. године, нови председник Молдавије Владимир Вороњин је објавио да окончава „колонијалну политику“ Румуније према Молдавији тежњом ка ближим односима са Москвом.
У 2007. години, тензије између две владе су се повећале у контексту наставка румунског програма за доделу двојног држављанства неким молдавским грађанима. У фебруару 2007. године, Вороњин је изјавио да је 10 милиона „етничких Молдаваца“ прогоњено у Румунији тиме што им није дозвољено да се званично региструју по основу етничке припадности националној мањини. Вороњинову изјаву су оштро критиковале различитр румунске организације. Румунске новине Гандул су истакле да ова наводна мањина чини око половину румунског становништва. Константин Јордаки је Вороњинову изјаву протумачио као: „Штавише, кривећи румунску иреденту политику, Вороњин је изнео сопствене планове за Велику Молдавију, постављајући територијалне претензије према румунској покрајини Молдавији.“ Месец дана касније, Вороњин је изјавио да је „молдавски језик мајка румунског језика. [...] Покушаји да се назове румунским, покушаји да се назове било шта друго, покушаји су да се превари историја и обмане сопствена мајка.“ У новембру, исте године, Вороњин је оптужио Румунију да је „последње царство Европе“.
Грађански немири у Молдавији у априлу 2009. године довели су до дипломатског спора између земаља, након што је председник Вороњин оптужио Румунију да је сила која стоји иза нереда у Кишињеву. Румунија је негирала све оптужбе о умешаности у протесте
Румунски амбасадор у Молдавији, Филип Теодореску, проглашен је персоном нон грата од стране молдавске владе. Захтев је био да напусти земљу у року од 24 сата. Следећег дана, румунски парламент је номиновао високог дипломату, Михнеу Константинескуа, за новог амбасадора у Молдавији, али две недеље касније молдавска влада га је одбила без објашњења, продубљујући насталу кризу.
Молдавска влада је увела визни режим за румунске држављане и затворила границу између Румуније и Молдавије 7. априла. Молдавским студентима који студирају у Румунији и међународним новинарима није био дозвољен улазак у земљу. Следећег дана, железничке везе између Румуније и Молдавије су отказане на неодређено време, због „техничких“ проблема. Румунија је објавила да неће узвратити протеривањем амбасадора и да ће задржати исти визни режим, са бесплатним визама за молдавске држављане. Такође је осудила као „произвољне и дискриминаторне“ нове мере предузете против румунских држављана у Молдавији и изјавила да је визни систем био „непромишљен“ и да је прекршио споразум између Молдавије и ЕУ.
Румунска влада је променила прописе који дозвољавају странцима чији су преци имали румунско држављанство (укључујући већину Молдаваца) да добију румунско држављанство. Нови закон дозвољава људима који имају барем једног румунског прадеду/прабабу (уместо само бабе/деде као раније) да затраже румунско држављанство, док је додат максимални рок од пет месеци за добијање повратне информације на захтев.
Румунски парламент је 9. фебруара 2010. године одобрио новог амбасадора у Молдавији, Маријуса Лазурку.

### Сарадња између Молдавије и Румуније у области одбране и безбедности
Обе државе су 20. априла 2012. године потписале Споразум о сарадњи у области одбране а споразум је проширен 21. јуна 2024. године.

### Мандат Игора Додона
Под председником Игором Додоном, билатерални односи међу државама су се значајно погоршали. Током свог председничког мандата, Додон никада није реализовао званичну посету румунској престоници Букурешту. У марту 2018. године, објавио је своје уверење да су Румуни који подржавају уједињење Молдавије и Румуније „непријатељи број један“ земље. У интервјуу за Радио Слободна Европа је рекао да влада у Букурешту подржава сваки покушај унионизма. Додон је био оштар противник чланства у ЕУ. Упркос овом погоршању, Додон је, током састанка са председником Клаусом Јоханисом у Њујорку, рекао да је развој румунских односа „кључни приоритет“ за његову владу. У мају 2020. године, током свађе на Фејсбуку са румунским послаником Европског парламента Зигфридом Мурешаном, молдавски премијер Јон Кику прогласио је Румунију најкорумпиранијом земљом у Европи. Кикуове речи су изазвале негативну реакцију у Румунији, а румунски посланик је затражио одузимање Кикуовог румунског држављанства. Кику се касније извинио током састанка са румунским амбасадором у Молдавији Данијелом Јоницом.

### Мандат Маје Санду
Молдавија под садашњим председништвом Маје Санду се преоријентисала ка томе да постане много више прорумунска и прозападна, упркос притиску од стране Русије.
Током међународне и националне пандемије КОВИД-19, састала се са Јоханисом у Кишињеву 29. децембра 2020. године. На састанку је Јоханис обећао да ће Румунија донирати Молдавији 200.000 јединица вакцине као део програма сарадње по питању пандемије и другим важним темама.
Санду је убрзала процес интеграције Молдавије у ЕУ и изјавила да ће се „Република интегрисати у европски простор уз помоћ Румуније“. Молдавија је формално поднела захтев за придруживање ЕУ у марту 2022. године, након растуће забринутости због експанзионистичких намера Русије, а држави је додељен статус кандидата који је додељен у јуну 2022. године.
Јавна подршка у Молдавији за уједињење са Румунијом значајно је порасла откако је Санду преузела власт, скочивши на 42,5% у последњој анкети у новембру 2022. године, у поређењу са само 24% подршке у 2018. години. Санду је изјавила да би гласала „за“ на хипотетичком референдуму о уједињењу.
Молдавски парламент је 2. марта 2023. године усвојио закон којим се потврђује да је државни језик румунски, а не „молдавски“ чиме су отклоњене претходне двосмислености. Идеју је подржала владајућа Партија акције и солидарности, а Блок комуниста и социјалиста се снажно успротивио.  Академија наука Молдавије је такође подржала ову одлуку.

## Покрет за уједињење
Покрет за уједињење Молдавије и Румуније започео је у обе земље након Румунске револуције и политике гласности у Совјетском Савезу, залажући се за мирну интеграцију две државе. Појединци који подржавају покрет називају се „Унионишти“ (унионисти). У Молдавији, они који су против покрета називају се „Молдовеништима“ (молдавци).  Синдикалне организације у румунском и молдавском цивилном друштву укључују „Нове хулигане и „Буђење“
Када је потписан пакт Рибентроп-Молотов, територије између Прута и Дњестра припале су Румунији. Од признања независности Републике Молдавије у Румунији је много пута помињана неопходност отклањања последица пакта Рибентроп-Молотов. У јуну 1991. године, румунски парламент је усвојио декларацију којом је горе поменути пакт проглашен ништавним.
Након немира у Кишињеву 2009. године, директор Московског института за националну стратегију Станислав Белковски поновио је подршку покрету, тврдећи да верује да су грађански немири прелудијум политичке уније између земаља. Он је већ био аутор другог плана за уједињење Румуније и Молдавије, посебно искључујући Придњестровље, пошто би тај проблем био решен на један од два начина - или би постало независна република или би, ако самостално није одрживо, постало део Украјине.
Грузија и Молдавија су 29. новембра 2013. године потписале споразуме о придруживању са Европском унијом на самиту у Виљнусу посвећеном земљама Источног партнерства ЕУ. У том контексту, румунски председник Трајан Басеску изјавио је да је следећи пројекат од националног значаја за Румунију поновно уједињење две земље, уједињење које на улицама Букурешта, Кишињева и Балћа захтевају десетине хиљада људи.  Више од три четвртине грађана Румуније слаже се са евентуалним уједињењем са Молдавијом, према анкети коју је спровео IRES у новембру 2013. године. Проунионистичка организација Акција 2012 је у свом саопштењу тврдила да је анкета спроведена у Молдавији, искључујући Придњестровље и Гагаузију, пре анексије Крима од стране Русије у фебруару 2014. године, показала да би 52% грађана Молдавије желело унију са Румунијом.
У Румунији је 2017. године званично проглашен Дан уједињења Бесарабије са Румунијом, којим се обележава уједињење обе земље 27. марта. Еуген Томац, тадашњи посланик Народног покрета и главни актер који стоји иза овог пројекта, изјавио је да је „заборављање историје исто што и издаја“. Иако није званично признат у Молдавији упркос покушајима да се то учини, унионисти у Молдавији и Придњестровљу га славе без обзира на то.
Године 2018, прослављајући стогодишњицу уједињења Румуније са Бесарабијом, Буковином и Трансилванијом, неколико румунских и молдавских активиста за уједињење организовало је демонстрације под називом „Стогодишњи марш“. Почеле су у Алба Јулији 1. јула 2018. и завршиле се у Кишињеву 1. септембра исте године. Један од главних циљева био је уједињење Молдавије са Румунијом. Учесници су покушали да прикупе милион потписа за организовање референдума. Иако су молдавске власти у почетку забраниле учесницима прелазак границе, касније им је дозвољен улазак.

## Двојно држављанство
Студија Сорошеве фондације из 2013. године открила је да је од усвајања закона о румунском држављанству 1991. године до краја 2012. године број успешних захтева из Молдавије био 323.049. Ово је повећање од 96.542 успешних пријава од 15. августа 2011. године.У истом периоду, број пријава је био 449.783, што значи да око 125.000 пријава још увек треба да буде решено. У 2011. и 2012. години поднето је 100.845, односно 87.015 захтева.
Стварни број особа којима је додељено држављанство у овим захтевима остаје непознст зато што сваки захтев може да укључује малолетнике који зависе од подношења захтева од стране одрасле особе. Процењује се да је број особа око 400.000, са потенцијалом од додатних 150.000 особа ако сви преостали захтеви буду успешни.
Године 2001, ЕУ је извршила притисак на Румунију да захтева међународни пасош за све молдавске путнике. Одмах након тога, значајан број Молдаваца почео је да подноси захтев за румунско држављанство. Незванични подаци из 2001. године указују на то да је око 200.000 Молдаваца имало и румунско држављанство, упркос чињеници да у Молдавији у то време није било могуће на легалан начин поседовати двојно држављанство. Због огромног броја захтева, румунска амбасада је увела мораторијум 2002. године. Двојно држављанство постало је изборно питање током локалних избора у Молдавији 2003. године. У новембру те године, молдавски парламент је усвојио закон којим је дозвољено двојно држављанство; ово се односило и на друге земље поред Румуније, посебно на Русију и Украјину.
Између 1991. и 2006. године, 95.000 Молдаваца је добило румунско држављанство. У септембру 2007. године, Румунија је наставила политику додељивања румунског држављанства Молдавцима који су то затражили. Као одговор на то, молдавски парламент, предвођен комунистима, је усвојио закон којим се забрањује свакоме ко има двојно држављанство или борави у иностранству да обавља јавну функцију. Румунија је 2009. године доделила држављанство за још 36.000 особа и очекује да ће тај број повећати на 10.000 месечно. Румунски председник Трајан Басеску тврдио је да је преко милион људи поднело захтев за то, а неки овај велики број виде као резултат контроверзе око идентитета. Комунистичка влада (2001–2009), гласни заговорник посебне молдавске етничке групе, сматрала је вишеструко држављанство претњом по државност Молдавије.
Молдавски закон којим се ограничавају политичка права носилаца двојног држављанства оспорен је пред Европским судом за људска права у случају Танасе против Молдавије. Дана 27. априла 2010. године, Велико веће Европског суда за људска права одлучило је да је забрана „несразмерна циљу владе да обезбеди лојалност“ својих јавних службеника као и чланова парламента.
Један кандидат кога је интервјуисао Шпигел рекао је: „Желим да идем даље на запад са овим пасошем. Румунија ме не занима.“ ЕУ Обсервер је написао: „Многи Молдавци сматрају румунски пасош кључем ЕУ, према речима Маријана Германа, тужиоца из Букурешта чија је канцеларија истраживала мрежу преваранта и бирократа који су убрзавали захтеве за држављанство за новац. „Сви то знају“, рекао је. „Траже румунско држављанство само зато што им то даје слободу да путују и раде унутар ЕУ.“ Званичник Националног органа за држављанство у Букурешту, говорећи под условом анонимности, потврдио је да су Молдавци показивали мало интересовања за стицање румунског држављанства до 2007. године.“

## Дипломатске мисије држава
•  Румунија има амбасаду и конзулат у Кишињеву, као и конзулате у Кахулу и Балтију.
•  Молдавија има амбасаду и конзулат у Букурешту, као и конзулат у Јашију. Дипломатска мисија у Букурешту на нерезиденцијалној основи покрива и територију Србије и Црне Горе.